# Salix darpirensis
Salix darpirensis är en videväxtart som beskrevs av Jurtz. och A. Khokhr.. Salix darpirensis ingår i släktet viden, och familjen videväxter. Inga underarter finns listade i Catalogue of Life.